# ایستگاه راه‌آهن میرجاوه
ایستگاه راه‌آهن میرجاوه یک ایستگاه راه‌آهن است که در میرجاوه، استان سیستان و بلوچستان ایران قرار دارد. ایستگاه میرجاوه یکی از سه ایستگاه راه‌آهن پاکستان در ایران است.